# Oreocarya roosiorum
Oreocarya roosiorum är en strävbladig växtart som först beskrevs av Philip Alexander Munz, och fick sitt nu gällande namn av R.B.Kelley, Hasenstab och M.G.Simpson. Oreocarya roosiorum ingår i släktet Oreocarya och familjen strävbladiga växter. Inga underarter finns listade i Catalogue of Life.